# Station radar de Hantsavichy
La station radar de Hantsavichy (en russe : Узел «Барановичи») est un radar de type Volga 70M6, située près de Hantsavitchy, à 48 kilomètres de Baranavitchy en Biélorussie. Il s'agit d'un radar d'alerte précoce géré par les forces spatiales russes. Il est conçu pour identifier les lancements de missiles balistiques depuis l'Europe occidentale et peut également suivre certains satellites artificiels. Elle remplace en partie la station radar démolie de Skrunda en Lettonie.

## Historique
Le Volga est développé par NIIDAR à partir du radar Dunay-3U. La construction commence en 1982 pour contrer l'installation de missiles Pershing II en Allemagne de l'Ouest qui ne sont qu'à 6 à 8 minutes de vol. Ces missiles intermédiaires sont retirés par le Traité sur les forces nucléaires à portée intermédiaire qui est signé en décembre 1987.
Les travaux se poursuivent sur le radar même si les missiles Pershing sont retirés. Le radar n'est pas conforme au traité ABM de 1972 car celui-ci interdit les radars multifonctions. Le Volga enfreint le traité car il est conçu pour guider des missiles anti-balistiques (un "radar ABM") ainsi que pour agir comme un radar d'alerte précoce. Alors que les États-Unis ont réussi à faire démolir le radar Daryal à Yeniseysk pour avoir enfreint le traité, l'Union soviétique retire les capacités radar ABM du Volga pendant sa construction.
Les travaux sur le radar s'arrêtent en 1991 lorsque l'Union soviétique s'effondre. Ils redémarrent en 1993 lorsqu'il devient évident que la Russie va perdre la station d'alerte avancée de Skrunda, et avec elle la couverture des missiles venant du nord-ouest. Des tests ont lieu en 1994, et en 1995 un accord de 25 ans est signé entre la Russie et la Biélorussie, donnant à la Russie un bail de 25 ans sur le terrain et tous les bâtiments sans taxes et sans frais. Le bail est prolongé en 2021. Lorsque les radars Dnestr-M à Skrunda sont arrêtés en 1998, la Russie redémarre la construction du Volga. Les opérations de test commencent en 1999. Il est finalement mis en service le 1er octobre 2003. Le radar est rénové en 2016.
L'un des fabricants aurait déclaré que deux autres installations du Volga étaient autrefois prévues, une à Komsomolsk-sur-l'Amour et une à Sébastopol. Une autre source indique qu'une autre installation du Volga était initialement prévue à Biïsk dans le kraï de l'Altaï pour assurer la couverture de la Chine.

## Radar Volga
La station, classée de type "Volga", est similaire à un radar Daryal mais fonctionne sur la bande UHF plutôt que sur la VHF du Daryal. Comme le Daryal, il possède des stations émettrices et réceptrices séparées qui, dans le cas de la Volga, sont distantes de 3 kilomètres.
Le radar est doté d'un réseau à balayage électronique actif, un type de réseau phasé. Il rayonne en continu de sorte qu'il reçoit et transmet en même temps. Le réseau se compose de radiateurs en spirale qui tournent dans des directions différentes sur le récepteur et l'émetteur. Le réseau d'émetteurs mesure 36 mètres de largeur et 20 mètres de haut, et le réseau de récepteurs mesure 36 mètres de haut et de large. Les deux réseaux sont entourés d'un cadre en ferrite qui absorbe les ondes radio.
La Volga a une portée d'environ 2 000 kilomètres et un azimut de 120°, avec une élévation de 4° à 70°. Son indice GRAU est de 70M6.

## Site
Le radar se trouve à 8 kilomètres au nord-est de Hantsavitchy et à 48 kilomètres de Baranavichy. Il est situé dans le raïon de Hantsavitchy de le voblast de Brest en Biélorussie. La ville militaire du radar s'appelle Kletsk-2 (en russe: Клецк-2).
| Coordonnés                                                                                 | Azimut | Type  | Construction |
| ------------------------------------------------------------------------------------------ | ------ | ----- | ------------ |
| Récepteur: 52° 49′ 59,95″ N, 26° 28′ 31,83″ E Émetteur: 52° 51′ 41,98″ N, 26° 28′ 02,88″ E | 262.5° | Volga | 1985–2002    |

Lors de l'ouverture de la station, il est déclaré que jusqu'à 200 Biélorusses locaux pourraient y être employés. En 2007, Kommersant estime que 600 personnes travaillaient au sein de la station.